# Osmanische Sprache

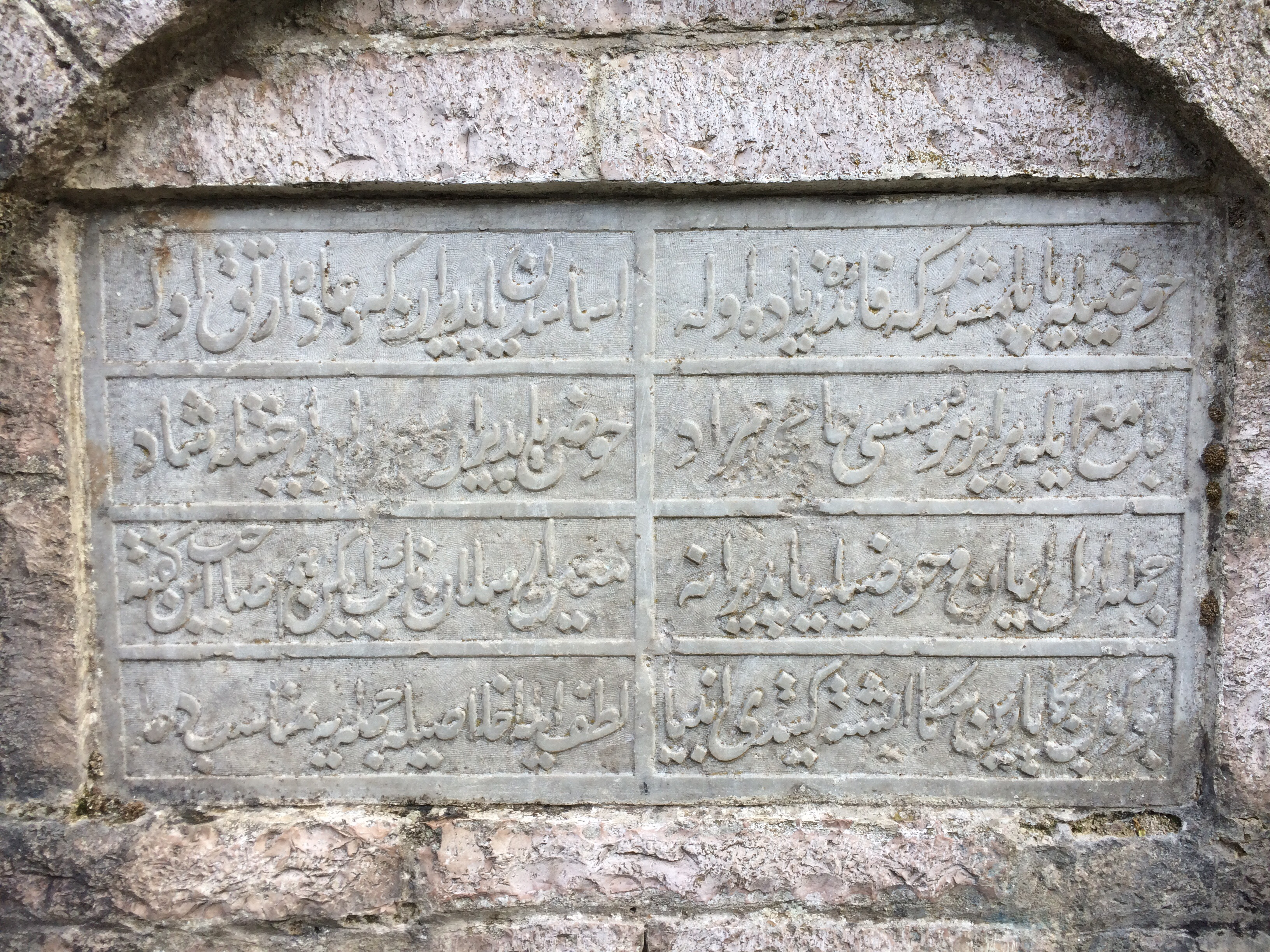
Inschrift (hitabe) an der ehemaligen Meçite-Moschee in Gjirokastra, Albanien

Das osmanische Türkisch (auch Türkei-Türkisch, türkisch Osmanlı Türkçesi, Eigenbezeichnung تركچه Türkçe und تركی Türkî, ab der Tanzimat mit dem Aufkommen des Osmanismus لسان عثمانى lisân-i Osmânî oder عثمانلیجه Osmanlıca) war jene Ausprägung der türkischen Sprache, die für administrative und literarische Zwecke im Osmanischen Reich verwendet wurde. Osmanisch basiert auf dem Anatolischtürkischen (Oghusisch) und nahm gegen Ende des 15. Jahrhunderts in immer stärkerem Maß arabische und persische Elemente auf. Osmanisches Türkisch war die Amts- und Literatursprache des Osmanischen Reichs, die sich in Anatolien entwickelte, nachdem diese Region ab dem 11. Jahrhundert von Türken (Oghusen) besiedelt worden war, und ist eine Varietät des Westoghusischen.
Die Anwendung des dynastischen und politischen Terminus „Osmanisch“ für die offizielle Sprache des osmanischen Staates war eine der Erneuerungen während der Reformperiode (Tanzimat) ab der Mitte des 19. Jahrhunderts, als der Staat als Grundlage eines modernisierten osmanischen Staates in der Bevölkerung das Gefühl einer gemeinsamen osmanischen Identität zu fördern versuchte.

## Grammatik

### Fälle
- Nominativ und unbestimmter Akkusativ: endungslos (كول göl, deutsch ‚der See‘, ‚ein See‘; چوربه çorba, deutsch ‚Suppe‘; كيجه gėce, deutsch ‚Nacht‘); طاوشان كتورمش ṭavşan getürmiş, deutsch ‚Er brachte einen Hasen‘
- Genitiv: Antwort auf die Frage كمڭ kimiñ, deutsch ‚wessen?‘; die Genitivendung lautet ڭ -iñ, -ıñ, -uñ, -üñ, nach Vokal tritt der Bindekonsonant -n- hinzu; Bsp.: پاشا paşa, deutsch ‚der Pascha‘, پاشانڭ paşanıñ, deutsch ‚des Paschas‘
- Dativ: Antwort auf die Frage نره يه nereye, deutsch ‚wohin?‘/kime ‚wem?‘; die Dativendung lautet ﻪ bzw. ه -e, -a, Bsp.: كوز göz, deutsch ‚das Auge‘, كوزه göze, deutsch ‚(zu) dem Auge‘; nach Vokal tritt der Bindekonsonant ى -y- hinzu, Bsp.: خواجه ḫoca, deutsch ‚der Hodscha‘, خواجه يه ḫocaya, deutsch ‚(zu) dem Hodscha‘
- bestimmter Akkusativ: Antwort auf die Fragen كمى kimi, deutsch ‚wen?‘ und نه يى neyi, deutsch ‚was?‘; die Akkusativendung lautet ى -i, -ı; die zusätzlichen varianten Akkusativendungen -u und -ü wie im modernen Türkischen gibt es nicht im osmanischen Türkisch aufgrund der in diesem Fall fehlenden Labialharmonie (siehe Abschnitt Vokalharmonie), Bsp.: كولى göli, deutsch ‚den See‘, nicht gölü wie im modernen Türkisch; طاوشانى كتورمش ṭavşanı getürmiş, deutsch ‚Er brachte den Hasen‘
- Lokativ: Antwort auf die Frage نره ده nerede, deutsch ‚wo?‘; die Lokativendung ist ده -de und -da, die zusätzlichen Varianten des modernen Türkisch -te und -ta gibt es nicht, Bsp.: مكتبده mektebde, deutsch ‚in der Schule‘, قفصده ḳafeṣde, deutsch ‚im Käfig‘, باشده başda, deutsch ‚am Kopf‘, ‚am Anfang‘, شهرده şehirde, deutsch ‚in der Stadt‘
- Ablativ: Antwort auf die Fragen نره دن nereden, deutsch ‚von wo?‘, ‚woher?‘ und ندن neden, deutsch ‚warum?‘; die Endung ist دن -den, -dan. Auch hier fehlen die Varianten -ten und -tan. Bsp.: اكمكدن ekmekden, deutsch ‚vom Brot‘, صباحدن ṣabāḥdan, deutsch ‚seit dem Morgen‘
- Instrumentalis: Antwort auf die Frage نه ايله ne ile, deutsch ‚womit?‘; die Endung ist ايله ile; nach Konsonant fällt der -i--Laut meist weg, die Endung ist dann je nach Vokalharmonie -le oder -la له; Bsp.: خلق ايله halk ile → خلقله halkla, deutsch ‚mit dem Volk‘, اشم ايله eşim ile → اشمله eşimle, deutsch ‚mit meinem Partner‘; bei der Zusammenschreibung nach Vokal entfällt nur das Elif, das -y- bleibt erhalten: اميدى ايله ümidi ile → اميديله ümidiyle, deutsch ‚mit der Hoffnung‘, عربه ايله araba ile → عربه يله arabayla, deutsch ‚mit dem Wagen‘; eine ältere auch heute noch anzutreffende Instrumentalis-Endung ist لن -len/-lan; weitere ältere Formen sind برله birle, بيله bile, برلن birlen und eine in älteren Texten und heute sehr selten auftretende archaische Form -in / -ın ين/ن; z. B. يازن yazın, deutsch ‚im Sommer‘/‚mit dem Sommer‘, كلمكسزن gelmeksizin, deutsch ‚ohne zu kommen‘, خواجه اولمغن hoca olmağın, deutsch ‚weil er Hodscha war‘ / ‚mit dem Hodscha-Sein‘[9]

### Vokalharmonie
Wie in fast allen Turksprachen gilt im osmanischen und modernen Türkisch die palatale Vokalharmonie. Die Palatalharmonie besagt, dass nach einem hellen Vokal (e, i, ö, ü) nur ein heller Vokal folgen kann, nach einem dunklen Vokal (a, ı, o, u) nur ein dunkler.
Die labiale Vokalharmonie (Labialharmonie), im modernen Türkisch zur Regel erhoben, wurde im osmanischen Türkisch jedoch oft nicht angewendet. Die Labialharmonie besagt, dass nach einem hellen runden Vokal (ö, ü) nur ein geschlossener runder heller Vokal (ü) folgen kann. Nach einem dunklen runden Vokal (o, u) folgt der geschlossene dunkle runde Vokal (u). Nach hellem breitem Vokal (e, i) folgt ein geschlossener heller breiter (i), nach dunklem breitem Vokal (a, ı) folgt ein geschlossener dunkler breiter (ı). Beispiele: ايو eyü, heute iyi ‚gut‘; قاپو ḳapu, heute kapı ‚Tür‘; كوپرى köpri, heute köprü ‚Brücke‘; آيو ayu, heute ayı ‚Bär‘; كلُر gelür, heute gelir ‚er kommt‘; كرو gerü, heute geri ‚zurück‘; ييدُڭ yėdüñ, heute yedin ‚du hast gegessen‘; اناطولى Anaṭolı, heute Anadolu ‚Anatolien‘.
Für die Praxis der gesprochenen Sprache ist allerdings zu beachten, dass das osmanische Türkisch eine historische Orthographie aufwies, das heißt, dass die tatsächliche Aussprache von der Schrift abweichen konnte. Tatsächlich bildete sich in der osmanischen Zeit in der gepflegten Istanbuler Aussprache die strikte Befolgung von Palatal- und Labialharmonie heraus, die mit der Einführung der Lateinschrift zur orthographischen Regel erhoben wurde. Diesen Unterschied zwischen dem osmanischen und dem modernen Türkischen darf man daher nicht dahin missverstehen, dass sich die Aussprache beim Übergang vom osmanischen zum modernen Türkischen geändert hätte.

### Konsonantenharmonie
Wie im modernen Türkisch werden Okklusive im Auslaut stimmlos: ت t, ك k, ق ḳ (Auslautverhärtung). Wenn ihnen ein Vokal folgt, werden sie in ihre stimmhaften Entsprechungen umgewandelt. Aus ت t wird د d, aus ك k wird ك mit Aussprache ğ, aus ق ḳ wird غ ġ. Beispiele: aus dem t im Infinitiv كتمك gitmek, deutsch ‚gehen‘ wird d in gebeugter Form bei folgendem Vokal كيدر gider, deutsch ‚er geht‘; das k in بويك büyük, deutsch ‚groß‘ wird zum ğ bei gebeugter Form bei folgendem Vokal بويكم büyüğüm, deutsch ‚ich bin groß‘.

## Sprachebenen
Praktisch betrachtet gab es (mindestens) drei Varianten der osmanischen Sprache:
- Fasih Türkçe ‚Eloquentes Türkisch‘: Sprache der Verwaltung und der Poesie,
- Orta Türkçe ‚Mittleres Türkisch‘: Sprache des Handels und der Oberschicht,
- Kaba Türkçe ‚Vulgäres Türkisch‘: Sprache der unteren Schichten.

Die jeweiligen Varianten wurden je nach sozialem Kontext ausgewählt: Ein Schreiber verwendete bei seiner Arbeit beispielsweise das arabische asel / عسل / ‚Honig‘; auf dem Markt fragte er aber mit dem türkischen بال bal danach.

## Geschichte

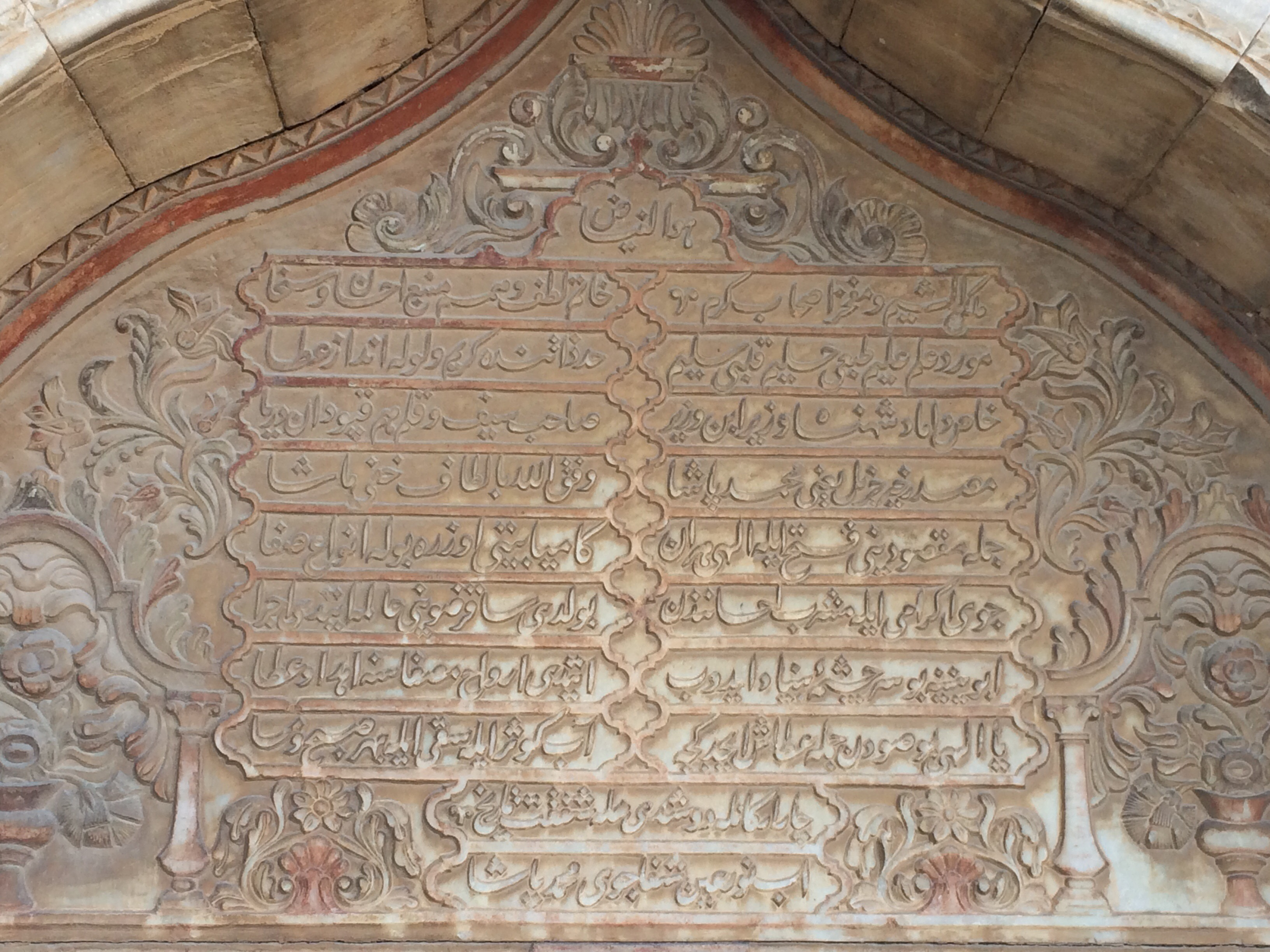
Inschrift am historischen Melek-Pascha-Brunnen in Chios, Griechenland

### Entwicklung
Die osmanische Sprache lässt sich in drei Entwicklungsstufen einteilen:
- Eski Osmanlıca ‚Alt-Osmanisch‘: Bis ins 16. Jahrhundert gesprochen. Es war fast identisch mit dem von den Seldschuken verwendeten Türkisch und wird als Teil des Eski Anadolu Türkçesi ‚Altanatolisches Türkisch‘ angesehen.
- Orta Osmanlıca ‚Mittel-Osmanisch‘ oder Klasik Osmanlıca ‚Klassisches Osmanisch‘: Sprache der Poesie und Verwaltung vom 16. Jahrhundert bis zu den Tanzimat-Reformen.
- Yeni Osmanlıca ‚Neu-Osmanisch‘: Von den 1850er Jahren bis in das 20. Jahrhundert entwickelte Variante, die sich unter dem Einfluss der erstarkenden Printmedien sowie westlicher Literatur herausbildete.

### Sprachreform
Die Ersetzung des osmanischen Türkisch durch das moderne Türkisch für offizielle Zwecke war ein Ergebnis der osmanischen Niederlage im Ersten Weltkrieg, die die Gründung der Türkischen Republik im Jahre 1923 nach sich zog. Im Rahmen seiner weitreichenden politischen Reformen initiierte Präsident Atatürk im Jahre 1928 auch eine Schriftreform, die das bisher benutzte arabische Alphabet durch ein lateinisches Schriftsystem ersetzte. In den 1930ern wurde die Türk Dil Kurumu gegründet, deren Aufgabe es unter anderem war, zahlreiche arabische und persische Lehnwörter aus dem Türkischen zu entfernen und das Volkstürkische zu fördern. Manche arabischen und persischen Lehnwörter sind gleichwohl neben ihren Synonymen mit türkischen Wurzeln nach wie vor in Gebrauch:
| Deutsch             | Osmanisch   | Modernes Türkisch | Modernes Türkisch | Modernes Türkisch |
| Deutsch             | Osmanisch   | Ursprung          | Ursprung          | Ursprung          |
| Deutsch             | Osmanisch   | arabisch          | türkisch          | persisch          |
| ------------------- | ----------- | ----------------- | ----------------- | ----------------- |
| notwendig           | واجب vâcib  | واجب wādschib     | zorunlu           |                   |
| mühselig, schwierig | مشکل müşkül | مشکل muškil       | güç, zor          |                   |
| Stadt               | شهر şehir   |                   | kent              | شهر šahr          |

Das letzte Beispiel zeigt im Übrigen, dass die Sprachreform auch paradoxe Ergebnisse hervorbringen konnte. So ist kent zwar ein Wort, das bereits im Alttürkischen gebraucht wurde und somit „urtürkisch“ ist, es ist aber auch im Alttürkischen bereits ein Lehnwort aus der sogdischen Sprache, wo es lange vor dem Auftreten der ersten Türken in Städtenamen wie Marakanda (= Samarkand) belegt ist. Es gibt im Alttürkischen zwar auch ein eigenes Wort für ‚Stadt‘, nämlich balïq, dies ist aber ein Homonym zu dem sehr gebräuchlichen türkischen Wort balık ‚Fisch‘ und wäre daher nicht eindeutig gewesen.

## Osmanisch und modernes Türkisch
Eine genaue Trennlinie zwischen osmanischem und modernem Türkisch lässt sich nicht ziehen. Osmanisch basiert auf dem Anatolischtürkischen (Oghusisch) und nahm gegen Ende des 15. Jahrhunderts arabische und persische Elemente auf. Dazu zählen Vokabeln, Formantien und grammatische Strukturen des Arabischen und Persischen. Diese Formantien werden fast ausnahmslos an übernommenen arabischen und persischen Wörter angewendet; auch an den persischen und arabischen grammatischen Strukturen sind nur arabische und persische Vokabeln beteiligt. Es kommt auch vor, dass arabische und persische Sätze in osmanisch-türkisches Satzgefüge eingebettet auftauchen. Grundsätzlich ist es so, dass aus dem Arabischen stammende Formantien und Konstrukte ausschließlich mit arabischem Vokabular verwendet werden, aus dem Persischen stammende mit Vokabeln arabischer und persischer Herkunft. Keine vokabelmäßigen Einschränkungen bestehen für den Gebrauch genuin türkischer Formantien und Konstrukte. Ausnahmen bilden die ‚berühmten Fehler‘ (غلط مشهور ġalaṭ-ı meşhūr).
Eine Kategorie solcher ‚berühmter Fehler‘ wird dadurch gebildet, dass an einer Izafet-Verbindung türkische Wörter beteiligt werden. Die aus dem Persischen übernommene Izafet dient im Osmanischen dazu, Genitiv- und Adjektivattribute mit einem Nomen zu verbinden, wobei die an der Verbindung beteiligten Vokabeln ausschließlich aus übernommenen arabischen und persischen Wörtern bestehen. Ein Beispiel für einen derartigen ‚berühmten Fehler‘ ist das mit dem türkischen Wort دونانمه donanma gebildete Konstrukt دونانمه همايون donanma-yı hümāyūn, deutsch ‚großherrliche Flotte‘, der offizielle Name der osmanischen Marine.
Die Schriftreform von 1928 ersetzte die arabische Schrift durch die lateinische. Die Gründung der Türk Dil Kurumu in den 1930ern, zu deren Aufgaben es gehörte, arabische und persische Elemente aus dem Türkischen zu entfernen, brachte nur eine langsame Änderung der türkischen Sprache mit sich. In der Juristensprache der Türkei herrschte noch bis Anfang dieses Jahrhunderts hinein ein osmanischer Stil mit reichlich arabischem Vokabular. Ähnlich sieht es auch in religiösen Texten aus. Arabische Wörter und Floskeln werden in türkische religiöse Reden noch heute weitreichend eingebunden. In der Alltagssprache hat sich die Sprache jedoch soweit geändert, dass heutige Generationen in Lateinschrift vorliegende osmanische Texte vom Ende des 19. Jahrhunderts bis in die Mitte des 20. Jahrhunderts kaum verstehen. Dies gilt auch für Texte von den 1930ern bis in die 1960er nach der Schriftreform.
Eine Folge der Sprachreform war, dass mit der Entfernung arabischer und persischer Lehnwörter auch die Izafet-Konstruktion obsolet geworden ist. Als Beispiel wurde Schicksal im Osmanischen mittels der Izafet تقديرِ إله takdîr-i ilâhî ausgedrückt (wörtlich: ‚die Vorherbestimmung des Göttlichen‘, also ‚göttliche Fügung‘). Das moderne Türkisch verwendet hingegen ausschließlich die auch im Osmanischen vorhandene Konstruktion mit Adjektiv ilahî takdir.
Wenige ehemals mit der İzafet gebildete Wörter haben sich heute als eigenständige Vokabeln eingebürgert. Das sind aynı (‚gleich‘), bazı (‚manche‘), gayri (‚un-‘). Diese Wörter sind mit der İzafetendung verschmolzene Formen der arabischen Vokabeln عين ʿayn, deutsch ‚Selbst, Original‘, بعض baʿḍ, deutsch ‚Teil‘ und غير ġayr, deutsch ‚das Andere, nicht, un-‘. Beispiele für die ehemalige Bildung im Türkischen mittels İzafet: عين كونده ʿayn-ı günde, heute aynı günde ‚am gleichen Tag‘, بعض يرلرده baʿż-ı yerlerde, heute bazı yerlerde ‚an einigen Orten‘, غير شكلده ġayr-ı şekilde, heute gayrı şekilde ‚in anderer Form‘, ‚in Unform‘.

## Verschriftlichung
Osmanisch wurde in arabischer Schrift (الفبا elifbâ) geschrieben. Es existieren auch Belege dafür, dass Osmanisch im armenischen Alphabet verschriftlicht wurde: Akabi beispielsweise wurde im Jahr 1851 von Vartan Paşa in armenischer Schrift publiziert. Auch als die armenische Familie Düzoğlu während der Herrschaft von Sultan Abdülmecid I. die Schatzmeisterei des Reiches unter sich hatte, wurden die Akten zwar auf Osmanisch, aber in armenischer Schrift geführt. Andere Schriften, wie das griechische Alphabet oder die hebräische Schrift, wurden von nichtmuslimischen Gruppen im Reich verwendet; ein bedeutendes Beispiel dafür sind die Schriften der Karamanlı, eine Volksgruppe, die einen Dialekt des Türkischen sprach, christlich war und in griechischer Schrift schrieb. Griechische Muslime wiederum schrieben die griechische Sprache in der osmanischen Variante der arabischen Schrift.

### Alphabet
Zusätzlich zu den arabischen Buchstaben wurden die von den Persern eingeführten vier Buchstaben ﭖ pe, ﭺ çim, deutsch ‚Tsche‘, ﮒ gef, deutsch ‚Gāf‘ und ﮊ je, deutsch ‚Že‘ verwendet. Der Buchstabe ﯓ ñef im Osmanischen ist von den Osmanen selbst eingeführt worden. ﮒ gef und ﯓ ñef kommen in Handschriften kaum und in gedruckten Texten selten vor, da beim ersten Fall der diakritische Balken und im anderen Fall die diakritischen Punkte einfach weggelassen werden. Das ﮊ je kommt nur in nichtarabischen Fremdwörtern vor, z. B. اژدر ejder, deutsch ‚Drache‘, ژورنال jurnal, deutsch ‚Zeitschrift‘.
| isoliert | Endposition | Mittelposition | Anfangsposition | Name                       | DMG-Transliteration | EI2-Transliteration | İA-Transliteration | Modernes Türkisch | Zahlwert |
| -------- | ----------- | -------------- | --------------- | -------------------------- | ------------------- | ------------------- | ------------------ | ----------------- | -------- |
| ا        | ـا          | ـا             | ا               | elif                       | ʾ / ā               | ʾ / ā               | ʾ / ā              | e, a              | 1        |
| ب        | ـب          | ـبـ            | بـ              | be                         | b                   | b                   | b                  | b, p              | 2        |
| پ        | ـپ          | ـپـ            | پـ              | pe                         | p                   | p                   | p                  | p                 | –        |
| ت        | ـت          | ـتـ            | تـ              | te                         | t                   | t                   | t                  | t                 | 400      |
| ث        | ـث          | ـثـ            | ثـ              | s̲e                         | ṯ , s               | th                  | s                  | s                 | 500      |
| ج        | ـج          | ـجـ            | جـ              | cīm                        | ǧ                   | dj                  | c                  | c, ç              | 3        |
| چ        | ـچ          | ـچـ            | چـ              | çīm                        | č                   | č                   | ç                  | ç                 | –        |
| ح        | ـح          | ـحـ            | حـ              | ḥāʾ                        | ḥ                   | ḥ                   | ḥ                  | h                 | 8        |
| خ        | ـخ          | ـخـ            | خـ              | ḫı                         | ḫ                   | kh                  | ḫ                  | h                 | 600      |
| د        | ـد          | ـد             | د               | dāl                        | d                   | d                   | d                  | d, t              | 4        |
| ذ        | ـذ          | ـذ             | ذ               | ẕāl                        | ḏ, ẕ                | dh                  | ẕ                  | z                 | 700      |
| ر        | ـر          | ـر             | ر               | re                         | r                   | r                   | r                  | r                 | 200      |
| ز        | ـز          | ـز             | ز               | ze                         | z                   | z                   | z                  | z                 | 7        |
| ژ        | ـژ          | ـژ             | ژ               | je                         | ž                   | zh                  | j                  | j                 | –        |
| س        | ـس          | ـسـ            | سـ              | sīn                        | s                   | s                   | s                  | s                 | 60       |
| ش        | ـش          | ـشـ            | شـ              | şīn                        | š                   | sh                  | ş                  | ş                 | 300      |
| ص        | ـص          | ـصـ            | صـ              | ṣād                        | ṣ, s                | ṣ                   | ṣ                  | s                 | 90       |
| ض        | ـض          | ـضـ            | ضـ              | żād                        | ḍ, ż                | ḍ                   | ż                  | d, z              | 800      |
| ط        | ـط          | ـطـ            | طـ              | ṭāʾ                        | ṭ, t , d            | ṭ                   | ṭ                  | t, d              | 9        |
| ظ        | ـظ          | ـظـ            | ظـ              | ẓāʾ                        | ẓ                   | ẓ                   | ẓ                  | z                 | 900      |
| ع        | ـع          | ـعـ            | عـ              | ʿayn                       | ʿ                   | ʿ                   | ʿ                  | –                 | 70       |
| غ        | ـغ          | ـغـ            | غـ              | ġayn                       | ġ                   | gh                  | ġ                  | g, ğ              | 1000     |
| ف        | ـف          | ـفـ            | فـ              | fe                         | f                   | f                   | f                  | f                 | 80       |
| ق        | ـق          | ـقـ            | قـ              | ḳāf                        | q                   | ḳ                   | ḳ                  | k                 | 100      |
| ك        | ـك          | ـكـ            | كـ              | kef                        | k, g, ŋ, j          | k, g, ñ             | k, g, ñ, ğ         | k, g, n, ğ        | 20       |
| گ        | ـگ          | ـگـ            | گـ              | gef, kāf-ı fārsī           | g                   | g                   | g                  | g, ğ              | –        |
| ڭ        | ـڭ          | ـڭـ            | ڭـ              | ñef, kāf-ı nūnī, sağır kef | ŋ                   | ñ                   | ñ                  | n                 | –        |
| ل        | ـل          | ـلـ            | لـ              | lām                        | l                   | l                   | l                  | l                 | 30       |
| م        | ـم          | ـمـ            | مـ              | mīm                        | m                   | m                   | m                  | m                 | 40       |
| ن        | ـن          | ـنـ            | نـ              | nūn                        | n                   | n                   | n                  | n                 | 50       |
| و        | ـو          | ـو             | و               | vāv                        | w                   | w                   | v                  | v                 | 6        |
| ه        | ـه          | ـهـ            | هـ              | he                         | h                   | h                   | h                  | h                 | 5        |
| ی        | ـی          | ـیـ            | یـ              | ye                         | y                   | y                   | y                  | y                 | 10       |

### Umschriften
Die Deutsche Morgenländische Gesellschaft (DMG) legte beim 19. Internationalen Orientalistenkongress in Leipzig im Jahr 1935 Transliterationen von arabischer Schrift für arabisch-, persisch- und türkischsprachige Texte vor. Die Transliteration für arabischsprachige Texte wurde 1936 zum Standard DIN 31635.
Im Falle des Türkischen gibt es keinen Standard, aber dafür einen Quasi-Standard für die Transliteration (İA) und einen für die Transkription (New Redhouse). Für die Transliteration türkischer Texte hat sich anstelle der DMG-Transliteration die Transliteration der İslâm Ansiklopedisi (İA) von 1940 durchgesetzt, die heute fast überall verwendet wird. Neben der İA- und der DMG-Transliterationen gibt es noch die Transliteration der Encyclopaedia of Islam (EI2). Diese Transliteration gilt aber nur im englischsprachigen Raum und nur für persische und arabische Texte.
Für die Transkription (aussprachebasierte Umschrift) gelten das New Redhouse, Karl Steuerwald und Ferit Devellioğlu als Standard. Für die aussprachebasierte Umschrift ist die Kenntnis der Aussprache im Türkischen unumgänglich. Das Problem bereiten dabei die Wörter arabischen und persischen Ursprungs, denn die werden im osmanischen Türkisch bis auf Ausnahmen so geschrieben wie im Original, aber den türkischen Lautverhältnissen entsprechend ausgesprochen, so dass es Unterschiede zwischen der Transliteration und der Transkription geben kann. Am Beispiel von ضعيف ‚schwach‘ ist die Transliteration żaʿīf, die Transkription (Aussprache) ist dagegen zayıf. Die obige Tabelle führt die Standardtransliteration der İA und die heutige Schreibweise gemäß New Redhouse auf, die für eine Transkription ganzer Wörter behilflich sein kann.

### Vokale und Sonderzeichen
Auch die Vokalzeichen (hareke, pl. harekat) und Zusatzzeichen des arabischen Alphabets wurden verwendet (z. B. hamza/hemze, fatha/üstün, kasra/kesre etc.) Die Schreibschrift geschah durch Ligaturen, d. h. Buchstaben lagen nicht unbedingt auf einer Schreiblinie, sondern übereinander, wobei auch das ﻻ lam-elif zu den Ligaturen gehört. Entlehnte Wörter wurden so geschrieben wie im Original ohne Anpassung an die türkische Aussprache. Türkische Wörter wurden dagegen auf zweierlei Weise geschrieben: die eine ahmte die arabische Schrifttradition nach und verwendete Vokalzeichen (harekat), wo es ging. Die andere ging auf die uigurische Schrifttradition zurück und verwendete gar keine arabischen Vokalzeichen. Vokale wurden unter ausschließlicher Verwendung der Buchstaben ﻭ, ﺍ und ﻯ und ihrer Kombination gesetzt. Andere Schreiber verwendeten Mischformen, so sind in osmanischen Quellen auch Wörter nachzuweisen, die ihre Vokale sowohl durch harekat als auch durch die genannten Konsonantenkombinationen ausdrücken.
Vokal- und Zusatzzeichen sind nicht Teil des Alphabets. Folgende Tabelle veranschaulicht sie:
| Zeichen | Name                                  | Transliteration | Modernes Türkisch |
| ------- | ------------------------------------- | --------------- | ----------------- |
| ﺀ       | hemze                                 | Vokalanlaut     | Vokalanlaut       |
| َ        | üstün                                 | e / a           | e / a             |
| ِ        | kesre / esre                          | i / ı           | i / ı             |
| ُ        | ötre / ötüre                          | ü / u / ö / o   | ü / u / ö / o     |
| ّ        | teşdīd / şedde                        | Verdoppelung    | Verdoppelung      |
| ْ        | sükūn                                 | Vokallosigkeit  | Vokallosigkeit    |
| آ       | medde hier mit tragendem elif gezeigt | ā               | a                 |
| ـٌ       | tenvīn (Nom.)                         | -ün / -un       | -ün / -un         |
| ـٍ       | tenvīn (Gen.)                         | -in             | -in               |
| ـً       | tenvīn (Akk.)                         | -en / -an       | -en / -an         |

Außerdem gibt es noch das Verbindungszeichen Vaṣle, das in osmanischen Texten aber nur bei aus dem Arabischen stammenden Wörtern oder Wortgruppen vorkommt.
Die Vokalzeichen üstün, kesre und ötre stellen kurze Vokale dar, während ﺍ, ﻯ, ﻭ lange Vokale darstellen.
Ob die kurzen Vokale hell/palatal (e, i, ö, ü) oder dunkel/velar (a, ı, o, u) ausgesprochen werden, hängt von den sie umgebenden Konsonanten ab. Die Konsonanten ﺡ, ﺥ, ﺹ, ﺽ, ﻁ, ﻅ, ﻉ, ﻍ, ﻕ verwandeln den Vokal in einen dunklen, die übrigen Konsonanten stehen mit hellem Vokal.

### Zahlen
Zahlen wurden mit arabischen Ziffern geschrieben. Im Gegensatz zu Schriftzeichen werden Zahlzeichen von links nach rechts geschrieben. Die Ziffernzeichen werden anders als die Schrift nicht miteinander verbunden und werden im Zehnersystem aneinandergehängt. Folgende Tabelle zeigt alle Ziffern, als Beispiel für die Zusammensetzung die Zahl 10 und ihre Namen im Türkischen und modernen Türkischen:
| Ziffer | Osmanisch | Modernes Türkisch | Deutsch |
| ------ | --------- | ----------------- | ------- |
| ۰      | صفر ṣıfır | sıfır             | null    |
| ۱      | بر bir    | bir               | eins    |
| ۲      | ايكى iki  | iki               | zwei    |
| ۳      | اوچ üç    | üç                | drei    |
| ٤      | دورت dört | dört              | vier    |
| ٥      | بش beş    | beş               | fünf    |

| Ziffer | Osmanisch  | Modernes Türkisch | Deutsch |
| ------ | ---------- | ----------------- | ------- |
| ٦      | آلتى altı  | altı              | sechs   |
| ٧      | يدى yedi   | yedi              | sieben  |
| ٨      | سكز sekiz  | sekiz             | acht    |
| ٩      | طقوز ṭoḳuz | dokuz             | neun    |
| ۱۰     | اون on     | on                | zehn    |